# Llista de monuments de Jesús (València)
Llista dels monuments catalogats com a béns d'interés cultural (BIC) i béns immobles de rellevància local (BRL) en les diferents categories del districte de Jesús (València).

## Monuments d'interés local
| Monument                                        | Prot.? | Estil/època | Localització                              | Coordenades                                          | Codi?         | Imatge |
| ----------------------------------------------- | ------ | ----------- | ----------------------------------------- | ---------------------------------------------------- | ------------- | --- |
| Cementeri General de València                   | BRL    |             | València Pl. de Sant Doménec de Guzmán    | 39° 26′ 48″ N, 0° 24′ 00″ O / 39.4467°N,0.4°O        | 46.15.250-185 | Cementeri General · Vegeu més fotos d'aquest monument · Carregueu una nova foto d'aquest monument                                          |
| Cementeri Protestant de València                | BRL    | 1880-1900   | València Pl. de Sant Doménec de Guzmán, 5 | 39° 26′ 52″ N, 0° 23′ 44″ O / 39.4479°N,0.395556°O   | 46.15.250-294 | Cementeri Protestant · Vegeu més fotos d'aquest monument · Carregueu una nova foto d'aquest monument                                       |
| Església parroquial del Crist de la Providència | BRL    |             | València Pl. Vicari Ferrer, 6             | 39° 26′ 58″ N, 0° 23′ 10″ O / 39.44934°N,0.386024°O  | 46.15.250-243 | Església parroquial del Crist de la Providència (València) · Vegeu més fotos d'aquest monument · Carregueu una nova foto d'aquest monument |
| Església parroquial de Sant Marcel·lí Bisbe     | BRL    |             | València C. Arquebisbe Olaechea, 29       | 39° 26′ 38″ N, 0° 23′ 30″ O / 39.443942°N,0.391621°O | 46.15.250-244 | Església parroquial de Sant Marcel·lí Bisbe (València) · Vegeu més fotos d'aquest monument · Carregueu una nova foto d'aquest monument     |

## Espais etnològics d'interés cultural
| Monument                                         | Prot.? | Estil/època                | Localització                                                     | Coordenades                                          | Codi?          | Imatge |
| ------------------------------------------------ | ------ | -------------------------- | ---------------------------------------------------------------- | ---------------------------------------------------- | -------------- | --- |
| Alqueria del Torrentí o Casa del Baró            | BRL    | s.XVIII-XIX                | València C. Salvador Perles, 3 i 5                               | 39° 26′ 34″ N, 0° 23′ 33″ O / 39.442861°N,0.3925°O   | 46.15.250-E457 | Alqueria del Torrentí (València) · Vegeu més fotos d'aquest monument · Carregueu una nova foto d'aquest monument                  |
| Barraques de Burguet                             | BRL    | Final del s. XIX, inici XX | València junt a la Ronda Sud, al final del carrer Paco Sanz      | 39° 26′ 56″ N, 0° 23′ 34″ O / 39.448861°N,0.39265°O  | 46.15.250-E456 | Barraques de Burguet (València) · Vegeu més fotos d'aquest monument · Carregueu una nova foto d'aquest monument                   |
| Fàbrica de mobles d'en Vicent Benlloch i fumeral | BRL    | ca.1900-1910               | València C. Riu Minho, 10                                        | 39° 27′ 12″ N, 0° 23′ 11″ O / 39.453333°N,0.386333°O | 46.15.250-E99  | Fàbrica de mobles d'en Vicent Benlloch (València) · Vegeu més fotos d'aquest monument · Carregueu una nova foto d'aquest monument |
| Fumeral de Sabons Català                         | BRL    | 1947                       | València C. Sant Ernest                                          | 39° 27′ 08″ N, 0° 23′ 11″ O / 39.452142°N,0.386492°O | 46.15.250-E400 | Fumeral de Sabons Català (València) · Vegeu més fotos d'aquest monument · Carregueu una nova foto d'aquest monument               |
| Fumeral en carrer Mossén Febrer 23               | BRL    | s.XX                       | València C. Mossén Febrer, 23                                    | 39° 27′ 04″ N, 0° 23′ 15″ O / 39.451106°N,0.387383°O | 46.15.250-E411 | Fumeral en carrer Mossén Febrer 23 (València) · Vegeu més fotos d'aquest monument · Carregueu una nova foto d'aquest monument     |
| Molí de la Gàbia o de la Closa                   | BRL    | s.XIV-XV                   | València Front al Tanatori Municipal, junt al Llit Nou del Túria | 39° 26′ 30″ N, 0° 23′ 53″ O / 39.441733°N,0.398125°O | 46.15.250-E5   | Molí de la Gàbia (València) · Vegeu més fotos d'aquest monument · Carregueu una nova foto d'aquest monument                       |
| Molí del Tell                                    | BRL    | s.XIV-XV                   | València C. Tomàs de Villaroia, Parc de la Rambleta              | 39° 26′ 51″ N, 0° 23′ 39″ O / 39.447375°N,0.394133°O | 46.15.250-E4   | Molí del Tell (València) · Vegeu més fotos d'aquest monument · Carregueu una nova foto d'aquest monument                          |